# Eric Nesterenko
Eric Paul „Sonja“ Nesterenko (* 31. Oktober 1933 in Flin Flon, Manitoba; † 6. Juni 2022 in Grand Junction, Colorado, USA) war ein kanadischer Eishockeyspieler und -trainer ukrainischer Herkunft, der im Verlauf seiner aktiven Karriere zwischen 1949 und 1974 unter anderem 1.343 Spiele für die Toronto Maple Leafs und Chicago Black Hawks in der National Hockey League (NHL) sowie 29 weitere für die Chicago Cougars in der World Hockey Association (WHA) auf der Position des Centers bestritten hat. Seinen größten Karriereerfolg feierte Nesterenko, der zweimal am NHL All-Star Game teilnahm, in Diensten der Chicago Black Hawks mit dem Gewinn des Stanley Cups im Jahr 1961.

## Karriere
Nesterenko wurde als Sohn ukrainischstämmiger Eltern, die nach Kanada ausgewandert waren, geboren. Seine Eltern legten wert auf seine Ausbildung, auch in seiner Freizeit spielte er gerne auf den Seen Manitobas Eishockey. Im Alter von elf Jahren zog er mit seinen Eltern nach Toronto, wo er erstmals organisiert Eishockey spielte. Dort wurde auch Conn Smythe, der General Manager der Toronto Maple Leafs, auf ihn aufmerksam. Mit seinem Talent ragte er in seiner Altersstufe heraus und galt als Torontos Gegenstück zu Montréals Jean Béliveau.
Nach guten Leistungen bei den Toronto Marlboros in der Ontario Hockey Association (OHA) kam er schon in der Saison 1951/52 zu seinem ersten Einsatz in der National Hockey League (NHL). Im Jahr darauf pendelte er noch zwischen den Marlboros und Maple Leafs, bevor er endgültig den Durchbruch schaffte. Die großen Erwartungen, die in ihn gesteckt wurden, konnte er jedoch nicht erfüllen. Er seinerseits warf den Maple Leafs vor, dass er zu sehr in das System gezwängt würde und man ihm keinen Platz ließ, sein Potential und seine Kreativität zu entfalten. In diesem Streit schickten die Verantwortlichen ihn zu den Winnipeg Warriors in die Western Hockey League (WHL), mit denen er den Titel der Liga gewinnen konnte.
Nach Ende der Saison verkauften ihn die Maple Leafs gemeinsam mit Harry Lumley für 40.000 US-Dollar an die Chicago Black Hawks. Nesterenko glaubte, dass damit seine Karriere beendet war und schrieb sich an der University of Toronto ein. Zusätzlich nahm er am Trainingslager der Toronto Argonauts einem kanadischen American-Football-Team teil, die ihm auch einen Vertrag als Profi anboten. Nachdem die Black Hawks ihn aber unbedingt in ihrem Team haben wollten, kam es im Januar 1957 zu einer außergewöhnlichen Einigung. Nesterenko spielte nur an den Wochenenden für die Black Hawks und ging unter der Woche seinem Studium nach. Hierdurch war seine Integration in das Team erschwert und die Trainer waren über die Umstände nicht begeistert. Ab der folgenden Saison stand er den Black Hawks dann vollumfänglich zur Verfügung. Im Team bekam er eine neue Rolle und wurde zum defensiven Angreifer umgeschult. Hier wurde er zum wertvollen Spieler für Chicago und war einer der besten Unterzahlspieler seiner Zeit. In einer Reihe mit Tod Sloan und Ron Murphy half er in der Saison 1960/61 den Stanley Cup nach über 20 Jahren wieder nach Chicago zu holen. Jenseits der Eisfläche war er ein ungewöhnlicher Eishockeyspieler, der Theater, Opern und Museen besuchte. Im Jahr 1968 war er auch sehr in der Friedensbewegung sehr aktiv. Nach der Saison 1971/72 beendete er seine Karriere in der NHL und wechselte in die Schweiz. Dort war er als Spielertrainer des Lausanne HC aktiv und konnte auch seinem Hobby, dem Skifahren vermehrt nachgehen.
Noch einmal wandte er sich dem Profieishockey zu. In der neu gegründeten World Hockey Association (WHA) spielte er für die Chicago Cougars, bei denen man nach Spielern, die in Chicago populär waren, suchte. 29 Spiele bestritt er für die Cougars. Nicht zuletzt seine Leidenschaft zum Skifahren zog ihn nach Ende seiner aktiven Zeit in den US-amerikanischen Skiort Vail. Nesterenko verstarb im Juni 2022 im Alter von 88 Jahren in Grand Junction im Bundesstaat Colorado.

## Erfolge und Auszeichnungen
- 1956 Lester-Patrick-Cup-Gewinn mit den Winnipeg Warriors
- 1961 Stanley-Cup-Gewinn mit den Chicago Black Hawks
- 1961 Teilnahme am NHL All-Star Game
- 1965 Teilnahme am NHL All-Star Game

## Karrierestatistik
(Legende zur Spielerstatistik: Sp oder GP = absolvierte Spiele; T oder G = erzielte Tore; V oder A = erzielte Assists; Pkt oder Pts = erzielte Scorerpunkte; SM oder PIM = erhaltene Strafminuten; +/− = Plus/Minus-Bilanz; PP = erzielte Überzahltore; SH = erzielte Unterzahltore; GW = erzielte Siegtore; 1 Play-downs/Relegation; Kursiv: Statistik nicht vollständig)